# Beyond Rangoon
Beyond Rangoon (br: Muito além de Rangun / pt: Rangoon) é um filme britânico-estadunidense de 1995 dirigido por John Boorman, com trilha sonora de David Newman.

## Sinopse
médica norte-americana em férias na Ásia envolve-se com movimentos políticos que pretendem derrubar uma ditadura na Birmânia e sua tentativa de fugir do país ao mesmo tempo em que quer ajudar vítimas do conflito. Baseado na história real da médica Laura Bowman.

## Prêmios e indicações
Festival de Cannes (1996)
- John Boorman indicado à Palma de Ouro

## Curiosidades
- Jodie Foster, Meryl Streep, Meg Ryan e Michelle Pfeiffer foram cogitadas para o papel de Laura.[1]